# 12 (фильм)
«12» (рабочее название: «12 разгне́ванных мужчи́н») — российский полнометражный художественный фильм 2007 года режиссёра Никиты Михалкова, ремейк классической юридической драмы американского режиссёра Сидни Люмета «Двенадцать разгневанных мужчин» (англ. «Twelve Angry Men»), снятого в 1957 году по одноимённому телеспектаклю американского драматурга Реджинальда Роуза, и второго фильма по тому же сценарию, снятого в 1997 году режиссёром Уильямом Фридкиным. Именно с этой пьесы Роуза началась режиссёрская карьера Никиты Михалкова: сорок лет назад он поставил по ней дипломный спектакль в Высшем театральном училище имени Б. В. Щукина.
Слоган фильма — «Для всех и про каждого…».
В центре сюжета — обсуждение двенадцатью присяжными заседателями уголовного дела об убийстве чеченским юношей своего приёмного отца. «Фильм — размышление о том, что такое свобода, сострадание, способность помочь совершенно постороннему человеку, оказавшемуся в беде, серьёзный разговор о том, что волнует сегодня каждого».
В сентябре 2007 года картина демонстрировалась на 64-м Венецианском международном кинофестивале, на котором Никита Михалков получил приз «Специальный лев» за вклад в киноискусство с формулировкой «за творчество в целом и за подтверждённые в новом фильме выдающиеся способности к исследованию бытия во всей его сложности с великим чувством и гуманизмом».
В январе 2008 года лента была номинирована на премию «Оскар» за 2007 год Американской академии кинематографических искусств и наук в категории «Лучший фильм на иностранном языке».

## Сюжет
Судом присяжных разбирается уголовное дело о восемнадцатилетнем чеченском юноше, обвиняемом в убийстве своего приёмного отца — офицера российской армии, воевавшего в Чечне. Здание суда ремонтируется, и комнату для совещания присяжных оборудовали в здании соседней школы. Присяжные заседатели, собравшиеся в спортивном зале, изначально рассматривают дело формально и равнодушно — казалось бы, всё совершенно ясно. За виновность голосуют все, кроме одного, что вызывает изумление остальных присяжных. Голосующий против инженер-электронщик (Сергей Маковецкий) рассказывает собранию свою историю — о том, как его самого, в прошлом погибавшего от пьянства, спасла жалость случайной попутчицы — в дальнейшем его жены. Он просит показать присяжным нож, которым убили офицера. При осмотре ножа выясняется, что это нож, похожий на боевой американский, предназначенный для подразделений спецназа. Неожиданно присяжный номер 1 показывает такой же нож, который он законно купил на рынке. При повторном голосовании против голосует ещё один присяжный — пожилой еврей (Валентин Гафт), который вспоминает кошмары Холокоста и любовь своего отца к жене эсэсовца, которая ответила взаимностью, и акцентирует внимание присяжных на безразличном и бездушном поведении адвоката. Дискуссия становится всё более напряжённой, и один из присяжных — русский таксист, придерживающийся националистических убеждений (Сергей Гармаш), рассуждая, пытается оказать влияние на хорошо одетого телевизионного продюсера (Юрий Стоянов), устраивая впечатляющее воссоздание ужасной сцены убийства. Однако врач-хирург, тбилисский армянин (Сергей Газаров), убеждает коллег, что владение холодным оружием — многовековая часть национальной культуры народов Кавказа, что мальчик, не отличающийся ростом, скорее всего, просто не мог бы нанести столь непрофессиональный удар ножом сверху вниз. После этого легко возбудимые и часто меняющие своё мнение присяжные изо всех сил начинают пытаться вынести окончательный вердикт. В самом центре их бурной дискуссии — задумчивый и молчаливый старшина присяжных (Никита Михалков).
Большая часть действия фильма посвящена обсуждению присяжными заседателями разбираемого дела, которое дополнено рассказами присяжных о различных жизненных ситуациях, а также флешбэками из детства подсудимого в Чечне и сценами, где он находится в камере, ожидая решения присяжных. По мере того как присяжные вновь перебирают факты, становится ясно, что чеченского юношу подставили. Один за другим присяжные меняют свой голос на «не виновен».
Председатель (Никита Михалков), с самого начала поняв, что юноша невиновен, голосует за это последним. На свободе юноше, по его мнению, грозит месть подставивших его преступников. В финале картины председатель берёт чеченского юношу к себе.

## Актёры и персонажи
| Присяжный заседатель № | Персонаж | Актёр             | № голоса «не виновен» |
| ---------------------- | --- | ----------------- | --------------------- |
| 1                      | Учёный-физик, представитель иностранной фирмы (в прошлом — сотрудник НИИ), основной протагонист фильма, инициатор раскола                     | Сергей Маковецкий | 1                     |
| 2                      | Старшина скамьи, художник-любитель, офицер, ветеран боевых действий на Северном Кавказе, владеет чеченским языком                             | Никита Михалков   | 12                    |
| 3                      | Таксист, придерживающийся националистических взглядов, основной антагонист фильма                                                             | Сергей Гармаш     | 10                    |
| 4                      | Интеллигент, чистокровный еврей, чей отец прошёл сталинские лагеря из-за любви к красавице-литовке — жене эсэсовского офицера                 | Валентин Гафт     | 2                     |
| 5                      | Пенсионер, ветеран труда, бывший работник «Метростроя»                                                                                        | Алексей Петренко  | 3                     |
| 6                      | Крупный бизнесмен, генеральный директор телеканала «ЛТВ», выпускник Гарвардского университета                                                 | Юрий Стоянов      | 7                     |
| 7                      | «Тифлисский армянин», вспоминающий «авлабарское детство», хирург, владелец частной клиники, потерял брата из-за пристрастия того к наркотикам | Сергей Газаров    | 6                     |
| 8                      | Артист-певец, юморист, опоздавший на гастроли                                                                                                 | Михаил Ефремов    | 4                     |
| 9                      | Директор кладбища | Алексей Горбунов  | 9                     |
| 10                     | Демократ-правозащитник | Сергей Арцибашев  | 11                    |
| 11                     | Инженер-строитель | Виктор Вержбицкий | 8                     |
| 12                     | Преподаватель университета, декан | Роман Мадянов     | 5                     |

### В фильме также снимались
- Александр Адабашьян — судебный пристав
- Абди Магамаев — подсудимый в детстве
- Наталья Суркова — судья
- Константин Глушков — адвокат
- Владимир Нефёдов — прокурор
- Вячеслав Гилинов — дедушка
- Любовь Руднева — дочка свидетеля
- Ольга Хохлова — соседка
- Игорь Верник — свидетель в золотых очках
- Владимир Комаров — отчим мальчика
- Лаша Марыхуба — гвардеец
- Ферит Мязитов — Михаил Сергеевич Горбачёв
- Абдулбасыр Гитинов — маленький мальчик
- Микаэл Базоркин — отец
- Меседо Салимова — мать
- Сослан Санакоев — 1-й танцор
- Алан Цопанов — 2-й танцор
- Геннадий Терновский — командир группы захвата
- Андрей Сухарев — милиционер

## Создание
Первоначально на роль 1-го присяжного, учёного, пробовался Олег Меньшиков, которому Михалков доверял всецело, однако Меньшиков отказался, объяснив это тем, что не согласен с трактовкой образа. Разработка большинства персонажей в сценарии велась под конкретных актёров.
Фильм был снят за пять недель. Всех актёров, исполнивших роли присяжных заседателей, режиссёр взял без кинопроб. Единственное условие было — отказ от всех параллельных проектов во время съёмок, которые им были предложены. Исключением стал Валентин Гафт — Михалков позволил ему играть в театре.
Творческий союз Никиты Михалкова и Александра Адабашьяна длится много лет. Адабашьян принимал участие во многих фильмах Михалкова как сценарист и художник (первый совместный фильм — «Свой среди чужих, чужой среди своих», 1974 год — художник, исполнитель роли гонца). В фильме «12» он сыграл небольшую роль судебного пристава, что было отдельно отмечено в титрах перед фильмом. Участие Адабашьяна в эпизодических ролях в фильмах Михалкова — своего рода визитная карточка этих фильмов.
Композитор Эдуард Артемьев писал музыку к большинству фильмов Никиты Михалкова. Первой их совместной работой был фильм «Спокойный день в конце войны» (1970).
Помимо прокатной версии фильма (2,5 часа), существует режиссёрская версия (3,5 часа) и расширенная режиссёрская (телевизионная) версия (4 серии по 52 минут). В ней, среди прочего, присутствует полностью вырезанный из обычной версии финальный эпизод на улице, где присяжные разъезжаются по домам, и большая сцена с диалогом демократа-правозащитника (Арцибашев) и художника (Михалков) в туалете. В этой сцене зрителю становится ясно о причинах недомолвок художника о своей профессии — оказывается, он офицер ГРУ в отставке, по-видимому участвовавший в разработке операций в Чечне по уничтожению боевиков. Телевизионная версия транслировалась на «Первом канале» в ноябре 2008 года.
Существует предположение, что прототипом директора телеканала (Юрий Стоянов) является Дмитрий Лесневский — известный продюсер и один из основателей телеканала «РЕН ТВ».
Фильм предваряется фразой: «Не следует искать здесь правду быта, попытайтесь ощутить истину бытия. Б. Тосья». Фильм заканчивается фразой: «Закон превыше всего, но как быть, когда милосердие оказывается выше закона. Б. Тосья». Судя по всему, Б. Тосья — вымышленное имя.
В фильме присутствует заимствование из более ранней ленты Никиты Михалкова «Родня» (1981) — внезапно звонящий будильник в портфеле, который персонаж выключает, ударяя по портфелю.
Завершение съёмок фильма профинансировал российский миллиардер Михаил Прохоров.

## Отзывы

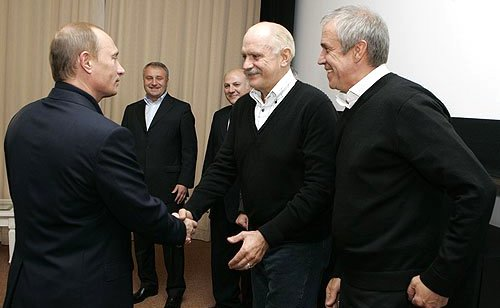
Встреча Владимира Путина со съёмочной группой фильма «12». Ново-Огарёво, 2 ноября 2007 года.

- В. В. Путин:

Мне кажется, у нас не много таких картин, которые говорят именно о морально-нравственных ценностях. У нас становится всё больше и больше развлекательных фильмов, мы видим на экране так называемый „экшн“, а вот глубоких, волнующих вещей очень мало. И очень важно, что в фильме затронуты проблемы межнациональных отношений и особенно отношений на Кавказе, причём, сделано это не в уже привычном жанре боевика, а с уважением и желанием понять эту проблему. А что касается того, КАК этот фильм сделан, то, мне кажется, что я прослушал замечательную симфонию в исполнении первоклассного оркестра, состоящего из солистов первой величины.

## Признание и награды
- В сентябре 2007 года фильм «12» демонстрировался на 64-м Венецианском международном кинофестивале, на котором Никита Михалков получил приз «Специальный Золотой лев» за общий вклад в киноискусство с формулировкой «за творчество в целом и за подтверждённые в новом фильме выдающиеся способности к исследованию бытия во всей его сложности с великим чувством и гуманизмом»[5][6][7].
- В январе 2008 года картина стала лауреатом национальной кинопремии «Золотой орёл» «Академии кинематографических искусств и наук России» за 2007 год в пяти номинациях:
  - «Лучший игровой фильм» (продюсеры — Никита Михалков, Леонид Верещагин; режиссёр — Никита Михалков),
  - «Лучшая режиссёрская работа» (режиссёр — Никита Михалков),
  - «Лучшая мужская роль в кино» (актёры — Сергей Маковецкий, Никита Михалков, Сергей Гармаш, Валентин Гафт, Алексей Петренко, Юрий Стоянов, Сергей Газаров, Михаил Ефремов, Алексей Горбунов, Сергей Арцибашев, Виктор Вержбицкий, Роман Мадянов),
  - «Лучшая музыка к фильму» (композитор — Эдуард Артемьев),
  - «Лучший монтаж фильма» (Андрей Зайцев, Энцо Меникони).
- В январе 2008 года фильм был номинирован на премию «Оскар» за 2007 год Американской академии кинематографических искусств и наук в категории «Лучший фильм на иностранном языке»[8].
- В марте 2008 года лента стала обладателем российской кинематографической премии «Ника» в двух номинациях:
  - «Лучшая мужская роль» (актёр — Сергей Гармаш),
  - «Лучшая музыка к фильму» (композитор — Эдуард Артемьев).
- В мае 2008 года фильм получил Гран-при кинофорума «Золотой Витязь»